# 메이크 메이트 원
《메이크 메이트 원》은 2024년 5월 15일부터 2024년 7월 17일까지 KBS2와 메이크스타가 합작으로 제작하는 MAKE MATE 1 메이크 메이트 원 (이하 'MA1')은 '꿈꾸던 무대를 만들기 위해(MAKE) 친구(MATE)와 하나(ONE)되는 시간'이라는 의미를 담은 프로그램으로 36명의 다국적 참가자들이 아이돌이라는 꿈을 목표로 달려가는 과정을 그리는 보이그룹 서바이벌 오디션 프로그램이다.

## 출연자
- MC : 시우민 (EXO) (3회 ~ 10회)
- 보컬 심사위원 : 임한별, 김성은
- 댄스 심사위원 : 바타, 인규
- 랩 심사위원 : 한해
- 스타성 심사위원 : 솔라 (마마무) (4회 ~ 10회)
- 스페셜 MC : 이기광 (하이라이트) (1회 ~ 2회)
- 스페셜 심사위원 : 이미주 (러블리즈) (1회 ~ 2회), 효정 (오마이걸) (1회 ~ 2회), 권은비 (4회 ~ 5회), 엔하이픈 (정원, 희승, 니키) (4회 ~ 5회), 더보이즈 (주학년, 선우) (7회), 스테이씨 (시은, 윤) (7회), 후이 (펜타곤) (8회), 민니 ((여자)아이들) (8회)

## 최종 선발
| 순위 | 이름            | 예명   | 소속사                       | 소속그룹        |
| ---- | --------------- | ------ | ---------------------------- | --------------- |
| 1위  | 첸빙판          | 빙판   | 누아엔터테인먼트, 前크로모솜 | NouerA          |
| 2위  | 린한중          | 린     | 누아엔터테인먼트, 前크로모솜 | 前D.N.A, NouerA |
| 3위  | 호시자와 미라쿠 | 미라쿠 | 누아엔터테인먼트             | NouerA          |
| 4위  | 장현준          |        | 누아엔터테인먼트             | NouerA          |
| 5위  | 노기현          | 前기현 | 누아엔터테인먼트, 前이든     | NouerA          |
| 6위  | 전준표          | 준표   | 누아엔터테인먼트             | NouerA          |
| 7위  | 한유섭          |        | 누아엔터테인먼트, 前젤리피쉬 | NouerA          |